# La Charge des tuniques bleues
Pour plus de détails, voir Fiche technique et Distribution.
La Charge des tuniques bleues (The Last Frontier) est un film américain réalisé par Anthony Mann, sorti en 1955.

## Synopsis
Jed Cooper, un trappeur détroussé par les indiens, s'engage au service de l'armée. L'arrivée du colonel Marston va bouleverser la vie de Fort Shallan. Obsédé par le déshonneur qu'il a subi durant la guerre civile, cet officier pense pouvoir redorer son blason grâce à une victoire contre les indiens et leur chef Nuage Rouge. Seul Cooper ose s'opposer au colonel pour l'empêcher de commettre cette folie.

## Fiche technique
- Titre original : The Last Frontier
- Titre : La Charge des tuniques bleues
- Réalisation : Anthony Mann
- Scénario : Philip Yordan et Russell S. Hughes (en), adapté du roman The Gilded Rooster de Richard Emery Roberts
- Direction artistique : Robert Peterson (en)
- Décors : James Crowe
- Photographie : William C. Mellor
- Son : John P. Livadary
- Montage : Al Clark
- Musique : Leigh Harline
- Production : William Fadiman
- Société de production : Columbia Pictures Corporation
- Société de distribution : Columbia Pictures Corporation
- Pays de production :  États-Unis
- Langue originale : anglais
- Format : couleur (Technicolor) — 35 mm — 2,35:1 (CinemaScope) - son Mono (RCA Sound Recording)
- Genre : western
- Durée : 98 minutes
- Dates de sortie : 
  - États-Unis :  7 décembre 1955 (première à New York)
  - Belgique : 16 mars 1956
  - France : 3 août 1956
- Affiche : André Bertrand (France)

## Distribution
- Victor Mature (VF : Jacques Erwin) : Jed Cooper
- Guy Madison (VF : Michel Andre) : capitaine Glenn Riordan
- Robert Preston (VF : Robert Dalban) : colonel Frank Marston
- James Whitmore (VF : Serge Nadaud) : Gus
- Anne Bancroft (VF : Nelly Benedetti) : Corinna Marston
- Russell Collins : capitaine Bill Clarke
- Peter Whitney (VF : Lucien Bryonne) : sergent-major Decker
- Pat Hogan (en) (VF : Jean Violette) : Mungo
- Manuel Dondé (en) : Red Cloud / Nuage Rouge
- Mickey Kuhn : Luke, une sentinelle
- Guy Williams : lieutenant Benton

## Chansons du film
- « The Last Frontier » : musique de Lester Lee (en), paroles de Ned Washington, interprétée par Rusty Draper (en)
- « Do They Miss Me at Home ? » : musique de S. M. Grannis, paroles de Caroline A. Mason
- « Me and My Dreams » : paroles et musique de Morris Stoloff, Fred Karger, Allan Roberts (en) et Lester Lee (en)

## Anecdote
Dans ce film, le personnage de Victor Mature s'appelle Jed Cooper. C'est le nom que portera également Clint Eastwood dans Pendez-les haut et court en 1968, réalisé par Ted Post.